# Freiversuch
Als Freiversuch (auch „freier Prüfungsversuch“, bzw. umgangssprachlich „Freischuss“) wird ein Prüfungsversuch bei einer Hochschulprüfung oder Staatsprüfung (Staatsexamen) bezeichnet, der im Falle des Nichtbestehens der Prüfung als nicht unternommen gilt. Im Falle des Bestehens kann die Prüfung meist zur Notenverbesserung wiederholt werden.
Freiversuche werden für Prüfungen gewährt, die vom Prüfling erstmals und spätestens zum in der Prüfungsordnung vorgesehenen Regeltermin abgelegt werden. Der erstmalige Antritt zur Ersten Juristischen Staatsprüfung gilt beispielsweise als Freiversuch, sofern er spätestens im Anschluss an das achte Semester erfolgt. Dadurch soll der Student zu einem zielstrebigen Studium und einem frühzeitigen Prüfungsantritt motiviert werden.
Durch den Freiversuch entfallen für den Prüfling mögliche negative Konsequenzen der Prüfungsteilnahme. Hat er eine Prüfung, bei der er nur eine begrenzte Anzahl von Versuchen hat, im Freiversuch nicht bestanden, wird er so behandelt, als hätte er den Freiversuch nicht unternommen. Dadurch erhält er eine zusätzliche Wiederholungsmöglichkeit der Prüfung, denn sein eigentlich zweiter Versuch wird als erster Versuch gewertet. 
Hat er die Prüfung bestanden, ist aber mit der erzielten Note nicht zufrieden, kann er die Prüfung je nach Verordnung evtl. wiederholen. Gewertet wird in diesem Fall dann nur das bessere Ergebnis. Diese Möglichkeit ist aber nicht immer gegeben. 
Ob in einem Hochschul-Studiengang ein Freiversuch oder ähnliche Regelungen vorgesehen sind, hängt von den Bestimmungen der jeweiligen Prüfungsordnung ab.

## Entwicklung
Der Freiversuch für die Staatsprüfungen in der Juristenausbildung wurde erstmals durch Verordnung vom 1. Juni 1990 in Bayern eingeführt. Diesem Vorbild folgten zunächst die Länder Rheinland-Pfalz (März 1991), Baden-Württemberg (Juni 1991), Sachsen (August 1991), Saarland (Oktober 1991), Berlin (Dezember 1991), Hessen (April 1992) und Niedersachsen (April 1992), bevor der Freiversuch auch im Bundesrecht (§ 5d DRiG) etabliert wurde (November 1992). Daraufhin erfolgte die Einführung auch in den restlichen Bundesländern.
Es folgte die Einführung des Freiversuchs auch in anderen Staatsprüfungen, wie etwa dem Staatsexamen für das Lehramt (siehe auch Prüfungswiederholung in Staatsexamina).
Aufgrund der Änderung des Hochschulrahmengesetzes von 1998 ist der Freiversuch, neben den staatlichen Prüfungen, auch für alle geeigneten Hochschulabschlussprüfungen vorzusehen. Als für die Freiversuchsregelung geeignet sind hierbei sowohl Studiengänge anzusehen, die mit einer Blockprüfung abschließen, als auch Studiengänge, bei denen die Abschlussprüfung aus studienbegleitenden Prüfungen besteht (z. B. Bachelor- und Masterstudiengänge). Als für den Freiversuch ungeeignet sind eventuell künstlerische Studiengänge anzusehen.
Richtlinien für den Freiversuch sind in den Hochschulgesetzen einiger Bundesländer enthalten, wohingegen in anderen Bundesländern die Regelung von Freiversuchen vollständig den Hochschulen überlassen wurde.
Die Kultusministerkonferenz spricht sich in ihren Rahmenvorgaben für die Einführung von Leistungspunktsystemen und die Modularisierung bei modularisierten Studiengängen für Freiversuchsregelungen oder äquivalente Regelungen aus, durch die das frühzeitige Absolvieren der nach dem Studienplan vorgesehenen Module begünstigt wird.

## Zielsetzung und Resultate
Freiversuche werden für Prüfungen gewährt, die frühzeitig abgelegt werden. Die Einführung der Freiversuchsregelung hat das Ziel, die Studierenden zu einem kürzeren Studium und schnelleren Abschluss zu motivieren. Die Studenten würden sich stärker auf das Studium konzentrieren und somit trotz Verkürzung der Prüfungsvorbereitung an den Prüfungen erfolgreich teilnehmen, so die Erwartung. Freiversuchsabsolventen würden ferner durch die Wiederholung der Prüfung eine Verbesserung der erzielten Noten erreichen und insgesamt ihre Chancen im internationalen Vergleich verbessern.
Dagegen stand die Befürchtung, die Freiversuchsregelung könnte zu einer Verengung des Qualifikationsprofils der Absolventen oder der Vernachlässigung wichtiger Zusatz- und Nebenfächer führen. Ferner wurde befürchtet, dass am Freiversuch nur diejenigen teilnehmen würden, die ohnehin schnell studieren würden, während die Regelung bei den anderen Studenten auf wenig Akzeptanz stoßen würde. Auch eine unsystematische Einarbeitung in den Prüfungsstoff und der Missbrauch der Prüfung als bloße „Klausurenübung“ wären möglich.
Jedoch belegen diverse empirische Studien den Erfolg des Freiversuchs. Der Freiversuch wird nicht nur von den ohnehin Schnellen wahrgenommen, sondern stößt auf breite Akzeptanz und hat mitunter zu einer deutlichen Senkung der Studiendauer und des Durchschnittsalters der Absolventen geführt. Auch der Prüfungserfolg leidet nicht unter der verkürzten Studiendauer. Sowohl die Bestehensquote als auch die Durchschnittsnoten sind für die Freiversuchsteilnehmer deutlich vorteilhafter als für die Nichtteilnehmer. Schlussendlich leidet auch die Breite des Qualifikationsprofils nicht unter der frühzeitigen Prüfungsteilnahme im Freiversuch, da (z. B. in Jura) nach wie vor auch schwierige Fächer von den Studenten überdurchschnittlich häufig belegt würden, so Studien.
Der Freiversuch hält die Studenten von vornherein zu einem zielstrebigeren Studium an und vermeidet Leerzeiten und Durchhänger. Das erzeugt ein Mehr an Schlüsselqualifikationen. Für den Leistungsanreiz durch den Freiversuch und dafür, dass trotz verkürzter Studienzeit keine Lücken entstehen müssten, spricht z. B. auch die deutlich höhere Erfolgsquote der Freiversuchsteilnehmer der ersten juristischen Staatsprüfung bei der späteren zweiten Prüfung nach der zweijährigen Referendarzeit. So bestanden die zweite juristische Prüfung 1997 in Bayern lediglich 5 % der ehemaligen Freischützen nicht, wohingegen 20 % der übrigen Teilnehmer nicht bestanden. Bei den Freiversuchsteilnehmern erreichten 60 % der Teilnehmer ein Prädikatsexamen (eine Beurteilung besser als „ausreichend“), wohingegen es bei den anderen nur 30 % waren.
Freiversuchsregelungen und Wiederholungen zur Notenverbesserung werden auch aus prüfungsrechtlicher Sicht begrüßt, da auf diese Weise die Leistungskontrolle verbreitert wird und sie dadurch an Zuverlässigkeit gewinnt.

## Aspekte des Freiversuchs

### Notenverbesserung im Freiversuch
Der Freiversuch ist häufig so konzipiert, dass er eine zusätzliche Prüfungswiederholung in jedem Fall gestattet. Wurde eine Prüfung im Freiversuch nicht bestanden, so gilt sie als nicht unternommen, wurde sie bestanden, ist eine einmalige Wiederholung zur Notenverbesserung möglich.
Dort, wo die Möglichkeit einer Wiederholung zur Notenverbesserung nach bestandenem Erstversuch auch unabhängig vom Freiversuch geschaffen wurde, wurde die Option der Notenverbesserung meist aus der Freiversuchsregelung gestrichen (z. B. bei den jur. Staatsexamen in Baden-Württemberg, Bayern und Niedersachsen). Mancherorts wurde sie jedoch parallel beibehalten (z. B. bei den Lehramtsprüfungen in Bayern). Dort ist im Falle der Teilnahme am Freiversuch eine zweimalige Wiederholung zur Notenverbesserung zulässig, ansonsten eine einmalige.

### Abschichtung im Freiversuch
In Nordrhein-Westfalen und Niedersachsen besteht neben dem Freiversuch und der Notenverbesserungsmöglichkeit zudem die Möglichkeit, im Rahmen des Freiversuches die Examensklausuren nicht, wie in den anderen Bundesländern und innerhalb der beiden genannten Bundesländer im regulären Examensdurchgang üblich, innerhalb von zwei Wochen ablegen zu müssen, sondern nach Rechtsgebieten auf einen Zeitraum von eineinhalb Jahren aufzuteilen.
In Nordrhein-Westfalen können die Examensklausuren der drei Rechtsgebiete Zivilrecht, öffentliches Recht und Strafrecht gemäß § 12 des Juristenausbildungsgesetzes Nordrhein-Westfalen auf drei Semester (vom 6. bis zum 8. Semester) aufgeteilt werden (Abschichtung), wobei hier daher eher von mehreren kleinen, als von einer Pflichtfachprüfung gesprochen werden muss.
In Niedersachsen können die Examensklausuren der drei Rechtsgebiete gemäß § 4 Absatz 2 Satz 2 des Niedersächsischen Gesetzes zur Ausbildung der Juristinnen und Juristen (NJAG) auf zwei Prüfungstermine aufgeteilt werden, die zwischen dem 6. bis zum 8. Semester geschrieben werden können. Die Klausuren werden zusammen mit den regulären Examensdurchgängen geschrieben und korrigiert.
In Hessen wurde die Möglichkeit des Abschichtens mit Inkrafttreten des Juristenausbildungsgesetzes am 8. März 2004 abgeschafft, konnte also letztmals vor dem 8. März 2004 beantragt werden.

### Anwendung auf diverse Prüfungsmodelle
Der Freiversuch kann sowohl bei staatlichen Prüfungen als auch bei Hochschulprüfungen (sowohl für Blockprüfungen, als auch studienbegleitende Prüfungen) vorgesehen werden, die bis zum Regeltermin vollständig abgelegt wurden. Die Hochschulen sehen zudem häufig auch andere Regelungen zur Wiederholung von Prüfungen vor, die zwar nicht explizit als „Freiversuch“ bezeichnet werden, jedoch ähnliche Elemente enthalten, bzw. eine ähnliche Anreizwirkung entfalten (z. B. eine Wiederholung bestandener Prüfungen zur Notenverbesserung).
Die Freiversuchsregelung verursacht bei Blockprüfungen einen gewissen Zeitdruck, die vorgesehene Regelstudienzeit einzuhalten, um am Ende am Freiversuch teilnehmen zu können. Es ist eine Konzentration nur auf die wesentlichen Studieninhalte bzw. mitunter ein „Mut zur Lücke“ notwendig. Diese nachteiligen Wirkungen entfallen jedoch, wenn der Freiversuch nicht erst am Ende des Studiums zur Anwendung kommt, sondern bereits am Ende eines jeden Semesters, so wie dies bei Studiengängen mit studienbegleitenden Prüfungen möglich ist.